# Lâu đài Körtlinghausen

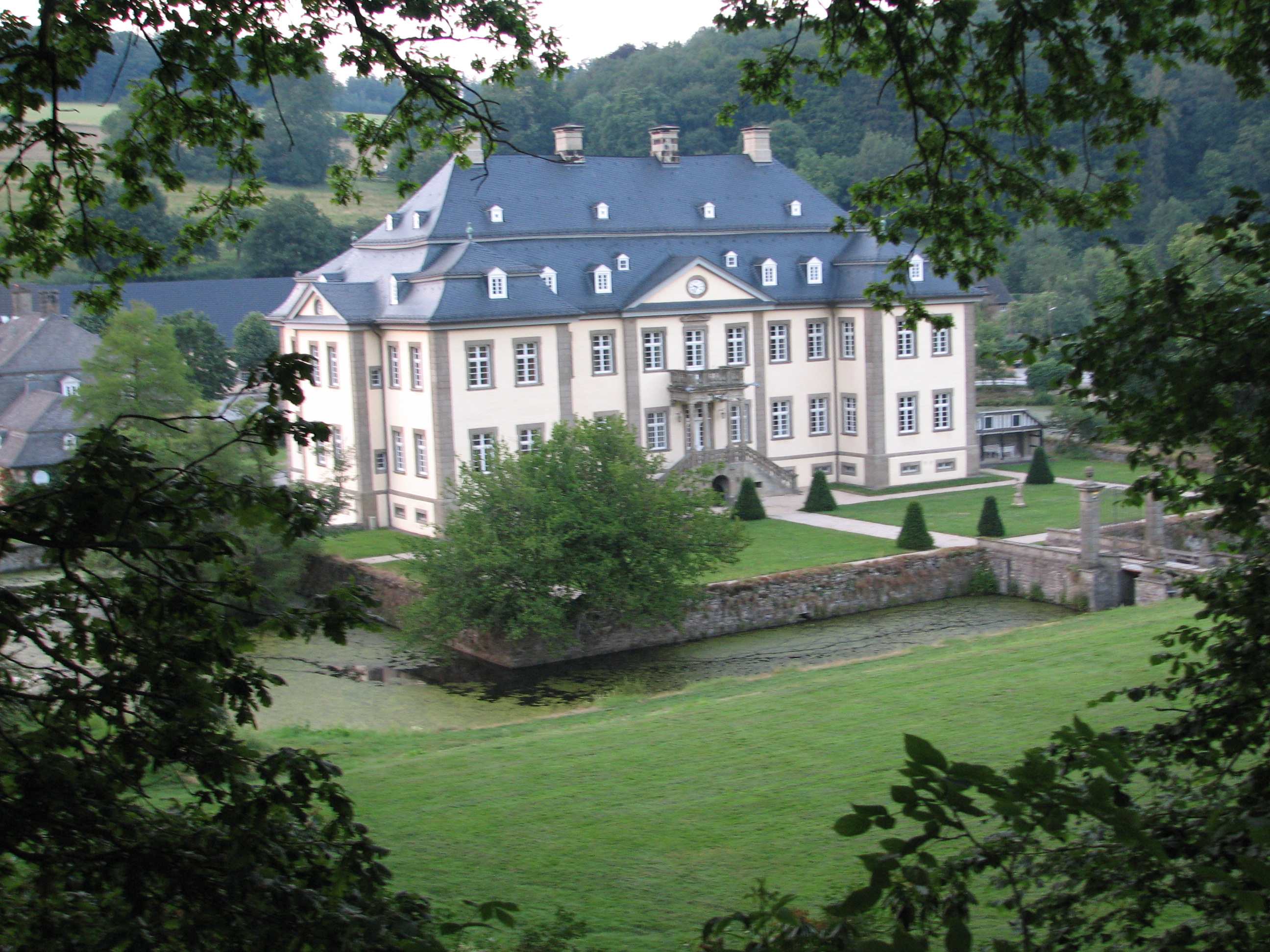
Schloss Körtlinghausen

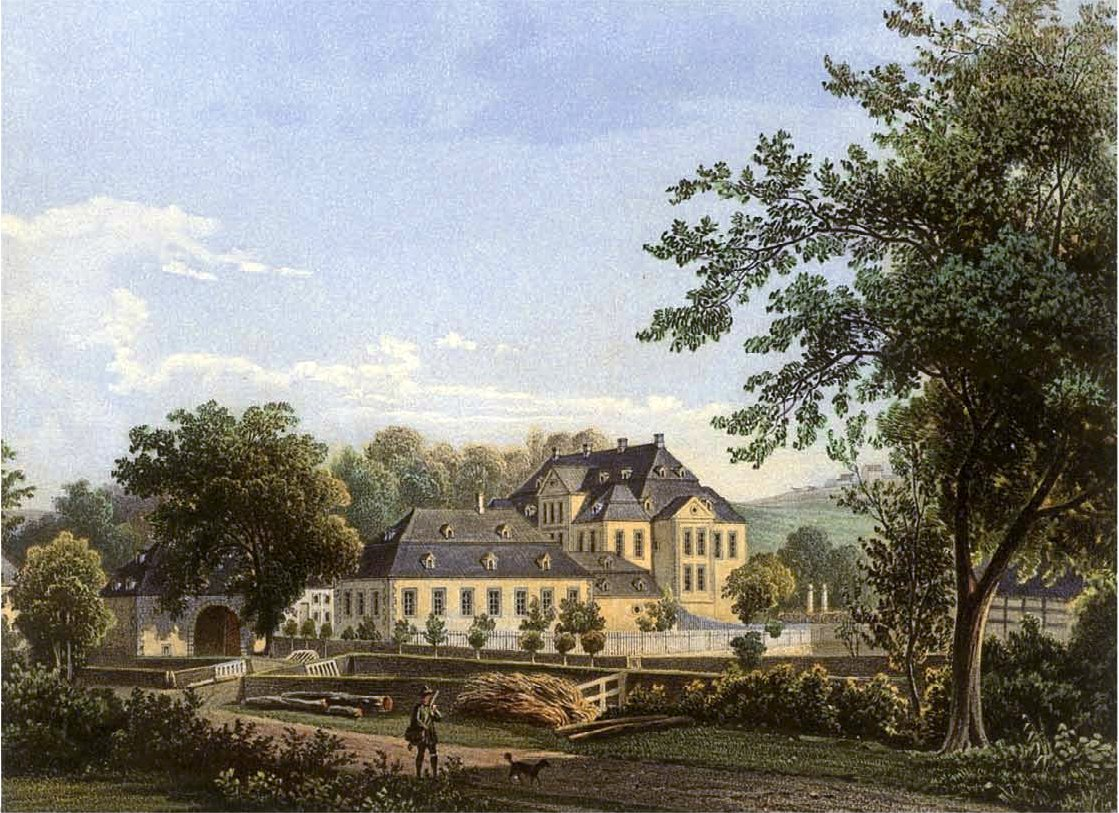
Schloss Körtlinghausen um 1860, Sammlung Alexander Duncker

Körtlinghausen (tiếng Đức: Schloss Körtlinghausen) là một lâu đài nằm ở Sauerland giữa Rüthen và Warstein, Soest. Là một công trình theo kiến trúc Baroque.
Đứng bên nó là cây sồi già nhất nước Đức (khoảng 1100 năm tuổi).